# دور شو (ترانه توانی‌وان)
«دور شو» (کره‌ای: 고어웨이؛ انگلیسی: Go Away) ترانه‌ای از گروه دخترانه اهل کره جنوبی، توانی‌وان برای نخستین آلبوم استودیویی گروه است. ورژن اصلی کره‌ای ترانه به عنوان تک‌آهنگ آغازین این آلبوم در ۹ سپتامبر ۲۰۱۰ منتشر شد. تهیه‌کنندگی و ترانه‌سرایی آن بر عهدهٔ تدی پارک بوده است و ترانه‌سرایی ورژن ژاپنی را شوکو فوجی‌بایاشی انجام داده است. ورژن ژاپنی ترانه در ۱۶ نوامبر ۲۰۱۱ در ژاپن منتشر شد.

## جدول‌های موسیقی
| جدول (۲۰۱۰–۲۰۱۱)                              | بالاترین جایگاه |
| --------------------------------------------- | --------------- |
| ژاپن (ژاپن هات ۱۰۰)                           | ۱۴              |
| ژاپن (اوریکون)                                | ۱۲              |
| ژاپن (جدول ترانه‌های دیجیتال آرآی‌ای‌جی)         | ۴۹              |
| بزرگسال معاصر ژاپن (بیلبورد)                  | ۲۴              |
| کره جنوبی (گائون)                             | ۱               |
| ترانه‌های دیجیتال جهانی ایالات متحده (بیلبورد) | ۶               |

| جدول (۲۰۱۰)       | بالاترین جایگاه |
| ----------------- | --------------- |
| کره جنوبی (گائون) | ۱               |

| جدول (۲۰۱۰)       | جایگاه |
| ----------------- | ------ |
| کره جنوبی (گائون) | ۴      |

## فروش‌ها
| کشور                | فروش      |
| ------------------- | --------- |
| کره جنوبی (دیجیتال) | ۲٬۹۱۷٬۰۰۰ |
| کره جنوبی (رینگ‌تون) | ۵۴۷٬۳۲۵   |
| ژاپن (فیزیکی)       | ۲۱٬۱۵۰    |

## تاریخچه انتشار
| منطقه | تاریخ          | ناشر             | فرمت                                     |
| ----- | -------------- | ---------------- | ---------------------------------------- |
| جهانی | ۹ سپتامبر ۲۰۱۰ | وای‌جی انترتینمنت | دانلود دیجیتال                           |
| ژاپن  | ۹ مارس ۲۰۱۱    | اوکس گروپ        | رینگ‌تون (ورژن کره‌ای)                     |
| ژاپن  | ۲ نوامبر ۲۰۱۱  | وای‌جی‌ئی‌اکس       | رینگ‌تون (ورژن ژاپنی)                     |
| ژاپن  | ۱۶ نوامبر ۲۰۱۱ | وای‌جی‌ئی‌اکس       | سی‌دی تک‌آهنگ، دانلود دیجیتال (ورژن ژاپنی) |